# Emisja akcji
Emisja akcji (ang. issuance of shares) – podwyższenie kapitału własnego przez spółkę akcyjną polegające na wyemitowaniu, czyli utworzeniu nowych akcji. Emisje odbywają się zwykle w seriach oznaczanych kolejnymi literami alfabetu.
Walne zgromadzenie akcjonariuszy określa m.in. czy emisja akcji ma charakter publiczny, czy też kierowana jest do określonego grona odbiorców, np. do wszystkich lub części pracowników, wierzycieli lub obecnych akcjonariuszy (bez lub z zachowaniem prawa poboru).
Nowe akcje posiadają określoną wartość nominalną wynikającą z umowy spółki, natomiast oferowane są po cenie emisyjnej, określonej przez walne zgromadzenie, albo są przyznawane bez konieczności zapłaty. Środki pozyskane z emisji wpływają do spółki i są księgowane w bilansie: po stronie aktywów jako gotówka, a po stronie pasywów zwykle w dwóch częściach w kapitale, tj. jako wartość nominalna oraz nadwyżka ze sprzedaży udziałów powyżej wartości nominalnej.